# BEB III
Die Dampflokomotivreihe BEB III war eine Güterzug-Schlepptenderlokomotivreihe der Buschtěhrader Eisenbahngesellschaft (BEB).

## Geschichte
Die von der BEB beschafften 58 Stück Güterzuglokomotiven der Bauart C wurden von der Lokomotivfabrik der WRB und von der Lokomotivfabrik Floridsdorf in den Jahren 1870 bis 1873 geliefert.
Sie wurden als BEB III eingeordnet und bekamen die Betriebsnummern 113–170.
Nach der Verstaatlichung 1923 kamen noch 54 Maschinen zu den Tschechoslowakischen Staatsbahnen (ČSD), die ihnen die Reihenbezeichnung 322.2 gab.
Die Fahrzeuge dieser Reihe wurde bis 1949 ausgemustert.